# 브라이언 케네디 (언론인)
브라이언 케네디(Brian Kennedy, 1945년 ~ 1991년 12월 29일)는 영국의 철학자, 생화학자, 사회운동가, 대학 강사, 대학 교수, 저술가, 고전음악평론가이다.

## 생애

### 학력
- 1968년 영국 요크 대학교 생화학과 학사
- 1972년 영국 오픈 대학교 대학원 철학과 철학석사
- 1974년 영국 오픈 대학교 대학원 철학과 철학박사

### 이력
1974년 영국 요크 대학교 전임강사 직위를 거쳐 이듬해 1975년 영국 오픈 대학교 전임교수 직위를 겸직하였고 2년 후 1977년 고전음악평론가로 등단을 한 전력이 있으며 이처럼 대학 강사와 대학 교수 직위를 지내면서도 계속 독신으로 지내다가 급기야 1981년 영국 요크 대학교 전임강사 겸 영국 오픈 대학교 전임교수 직위를 모두 사퇴하였고 그 해부터 성소수 동성애 사회 운동가로 활약을 하기 시작하였으며 1983년에는 영국 잉글랜드 런던 더 핑크 싱어즈 신문사 중앙집행위원장 직위에 취임하였고 2년 후 1985년 영국 런던 동성애자 센터 상임고문 직위에 위촉되는 등 동성애 애호 합리화 운동가로 활발히 활약하다가 에이즈에 걸려 투병하던 그는 1991년 12월 29일, 영국 런던에서 향년 46세로 병사하였다.

## 업적의 쾌거
아직 그가 병사하기 1년 전이었던 1990년부터 "브라이언 케네디 어워드(Brian Kennedy Award)"가 제정되어 많은 동성애주의 운동가들에게 시상되고 있다.